# Dragonland
Dragonland – zespół muzyczny ze Szwecji grający power metal, założony w 1999 roku.

## Muzycy
| Obecny skład zespołu - Jonas Heidgert – perkusja (1999-2002), śpiew (od 1999) - Olof Mörck – gitara (od 2000) - Elias Holmlid – instrumenty klawiszowe (od 2000) - Jesse Lindskog – perkusja (2002-2011), gitara (od 2011) - Anders Hammer – gitara basowa (od 2007) - Morten Løwe Sørensen – perkusja (od 2011) |  | Byli członkowie - Christer Pedersen – gitara basowa (1999-2007) - Magnus Olin – perkusja (1999) - Nicklas Magnusson – gitara (1999-2011) - Daniel Kvist – gitara (1999-2000) - Robert Willstedt – perkusja (2002) |

## Dyskografia
Albumy studyjne
- The Battle of the Ivory Plains (2001)
- Holy War (2002)
- Starfall (2004)
- Astronomy (2006)
- Under the Grey Banner (2011)
- The Power of the Nightstar (2022)

Dema
- Storming Across Heaven (2000)